# داستين كولكويت
داستين كولكويت (بالإنجليزية: Dustin Colquitt)‏ هو لاعب كرة قدم أمريكية أمريكي، ولد في 6 مايو 1982 في نوكسفيل في الولايات المتحدة.

## وصلات خارجية
- داستين كولكويت على موقع مرجع كرة القدم المحترفة.كوم (الإنجليزية)